# قاسية الزهر
قاسية الزهر أو حشيشة القناديل (الاسم العلمي: Scleranthus)، جنس نباتات عشببية من فصيلة القرنفلية. من أنواعه قاسية الزهر الحولية (Scleranthus annuus) المتوطنه في شمال إفريقيا وأوروبا وآسيا وأُدخلت إلى تقريبا إلى جميع أنحاء العالم المعتدل.